# Travis Pastrana
Travis Alan Pastrana (Annapolis, 8 ottobre 1983) è un pilota motociclistico statunitense, vincitore più volte degli X Games nelle categorie supercross, motocross, Freestyle Motocross e rally. Il suo numero di corsa è il 199. Attualmente possiede anche un team, ex aequo con il due volte vincitore della Daytona 500 Michael Waltrip, chiamato Pastrana-Waltrip Racing, militante nella NASCAR Nationwide Series e per il quale corre la Toyota numero 99.

## Storia

### Freestyle

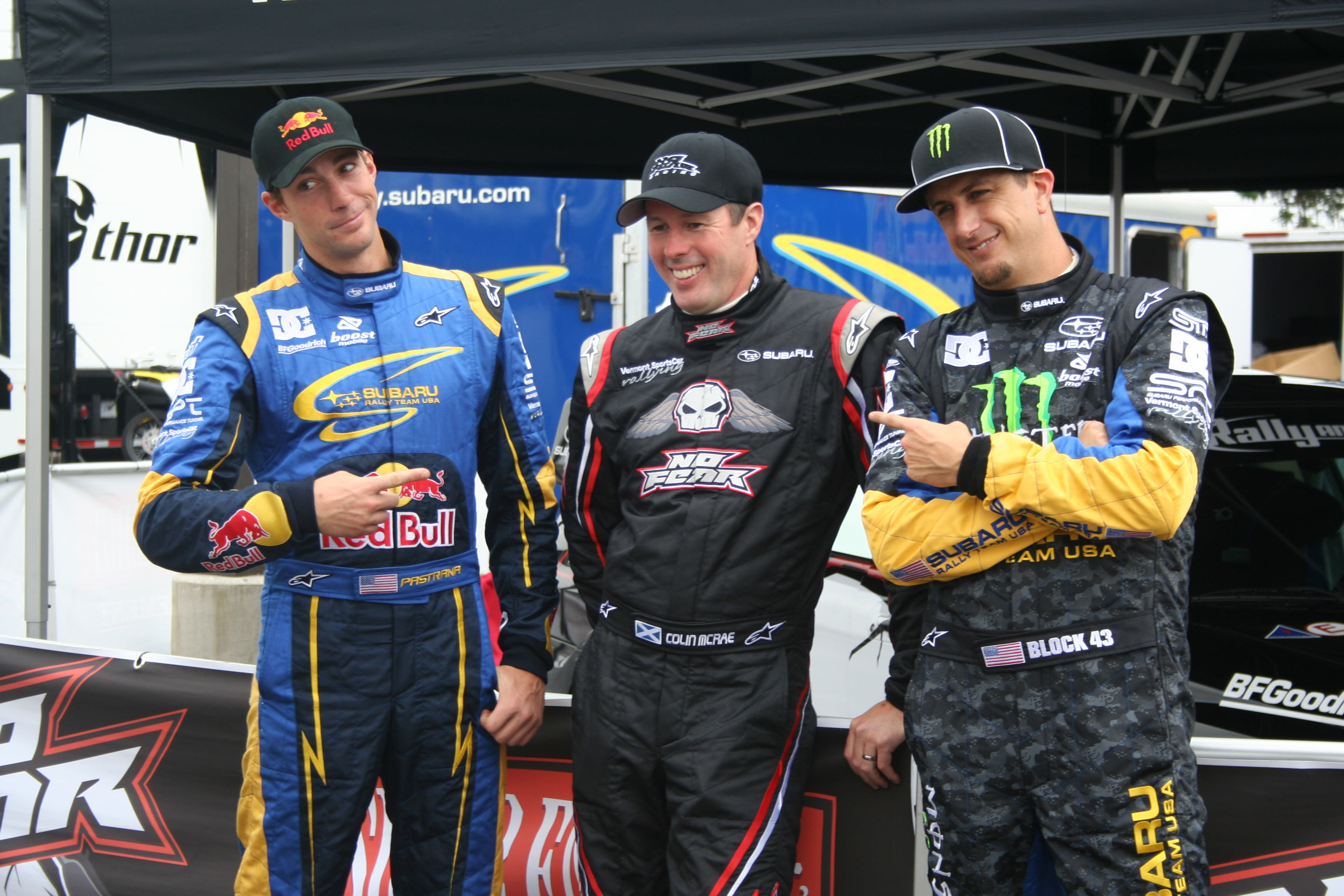
Pastrana (a sinistra) insieme a Colin McRae (al centro) e Ken Block (a destra) agli X Games 2007.

Travis Pastrana ha raggiunto la notorietà internazionale per le sue esibizioni nel freestyle motocross. Ha iniziato a provare il double backflip (doppio giro della morte), che ha potuto già effettuare nel suo DVD Nitro Circus 3. Il 4 agosto 2006 Travis si è aggiudicato la ventesima edizione degli X Games esibendo proprio questa acrobazia, che gli ha fruttato il punteggio di 98.60. Nel 2010 si è nuovamente aggiudicato gli X Games battendo tutte le nuove promesse del freestyle durante la run finale, che si può definire d'onore,  visto che si era già aggiudicato la 7^ medaglia d'oro agli x Games, dove eseguì il double backflip.
Pastrana, successivamente, farà vedere questa acrobazia solo sul suo campo di allenamento, nella vasca con la gommapiuma.
Agli X Games 2007 Pastrana ha deciso di non prendere parte alle manifestazioni di Fmx e Fmx Best Trick, ma solo alle gare di Supercross e di rally.
Travis Pastrana ha anche un suo programma che va in onda su MTV tutti i lunedì alle 21.00 intitolato Nitro Circus.

### Supercross e Supermoto
Pastrana ha conquistato due campionati di motocross: l'AMA 125cc National championship nel 2000 e il 125cc East Coast Supercross Championship nel 2001.
Ha di recente partecipato a gare di supercross classe 250 dove ha esibito un backflip durante la gara stessa.
Tra il 2004 e il 2006 ha anche partecipato a molte gare di supermoto del Campionato AMA.

### Rally
Nel 2003 Pastrana ha esordito nei rally nella "Race of Champions" guidando una Subaru. Il 6 agosto 2006 Travis ha esordito nel campionato Rally America National Championship e il 5 agosto 2006 ha vinto la medaglia d'oro nella prima esibizione di questa specialità agli X Games, battendo Colin McRae per 0,53 secondi nella finale. McRae aveva però cappottato la sua Subaru durante la prova finale.
In occasione del capodanno 2009 ha eseguito il New Years Jump, ovvero un salto con una macchina da una banchina all'altra del molo di Long Beach, California. La distanza coperta in volo è stata di 85 metri

### NASCAR

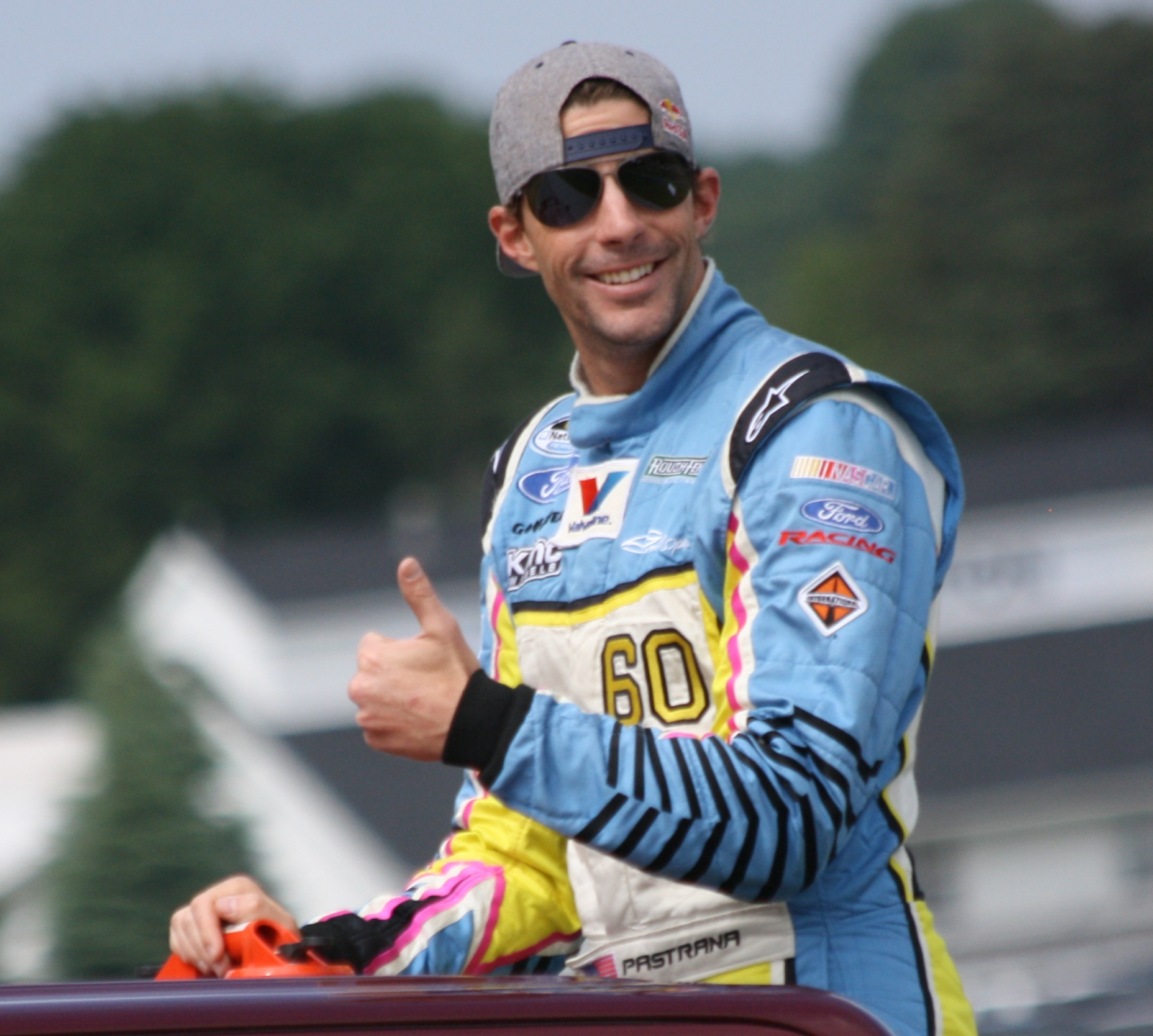
Pastrana nel 2013.

Nel 2011 Travis Pastrana avrebbe dovuto correre sette gare per il suo team, Pastrana-Waltrip Racing, nella stagione della Nationwide Series, a bordo della Toyota numero 99 sponsorizzata Boost Mobile. Sfortunatamente, poche settimane prima del suo debutto, Travis ha subito un gravissimo infortunio che lo bloccherà per tutto il resto dell'annata 2011. Prenderà parte alle sue prime gare in Nationwide a partire dalla stagione 2012;  non è ancora chiaro se correrà l'intera stagione o se il suo impiego sarà come pilota part-time nel caso in cui decida di partecipare a successive edizioni degli X-Games o altre manifestazioni fuori dalla NASCAR.

## Palmarès
- 1998: Campione del Mondo Freestyle Junior (a soli 14 anni)
- 1999: Medaglia d'oro X-Games Freestyle
- 1999: Medaglia d'oro Gravity Games Freestyle
- 1999: Medaglia d'oro Summer Gravity Games Freestyle
- 2000: Giovane dell'anno AMA
- 2000: Medaglia d'oro X-Games Freestyle
- 2000: Campione del Mondo Motocross delle Nazioni (Team USA)
- 2000: Campione AMA Motocross 125cc
- 2000: 3º posto Campionato AMA Supercross 125cc East Coast
- 2001: Medaglia d'oro Gravity Games Freestyle
- 2001: Medaglia d'oro X-Games Freestyle
- 2001: Medaglia d'argento X-Games Step Up
- 2001: 6º posto Campionato AMA Motocross 125cc
- 2001: Campione AMA Supercross 125cc East Coast
- 2002: Medaglia d'oro Gravity Games Freestyle
- 2002: 16º posto Campionato AMA Supercross
- 2003: Medaglia d'oro X-Games Freestyle
- 2003: Medaglia d'argento Gravity Games Freestyle
- 2003: 39º posto Campionato AMA Supercross
- 2004: Vincitore Red Bull X-Fighters
- 2004: Medaglia d'argento X-Games Freestyle
- 2004: Medaglia di bronzo X-Games Best Trick
- 2004: 17º posto X-Games Supermoto
- 2004: 18º posto Campionato AMA Supermoto
- 2004: 32º posto Campionato AMA Supercross
- 2005: Medaglia d'oro X-Games Freestyle
- 2005: Medaglia d'argento X-Games Best Trick
- 2005: 12º posto X-Games Supermoto
- 2005: 15º posto Campionato AMA Supermoto
- 2005: 5º posto Campionato Americano RallyCar
- 2005: 29º posto Campionato AMA Supercross
- 2006: Medaglia d'oro X-Games Freestyle
- 2006: Medaglia d'oro X-Games Best Trick
- 2006: Medaglia d'oro X-Games Rally
- 2006: Vincitore Red Bull X-Fighters
- 2006: 9º posto X-Games Supermoto
- 2006: 20º posto Campionato AMA Supermoto
- 2006: Campione Americano RallyCar
- 2007: Vincitore Red Bull X-Fighters
- 2007: Campione Americano RallyCar
- 2008: Vincitore Red Bull X-Fighters SuperSession (Team Renner)
- 2008: Campione Americano RallyCar
- 2009: Medaglia d'argento X-Games Rally
- 2009: Campione Americano RallyCar
- 2010: Medaglia d'oro X-Games Freestyle
- 2010: Medaglia d'oro X-Games Speed & Style

## Filmografia

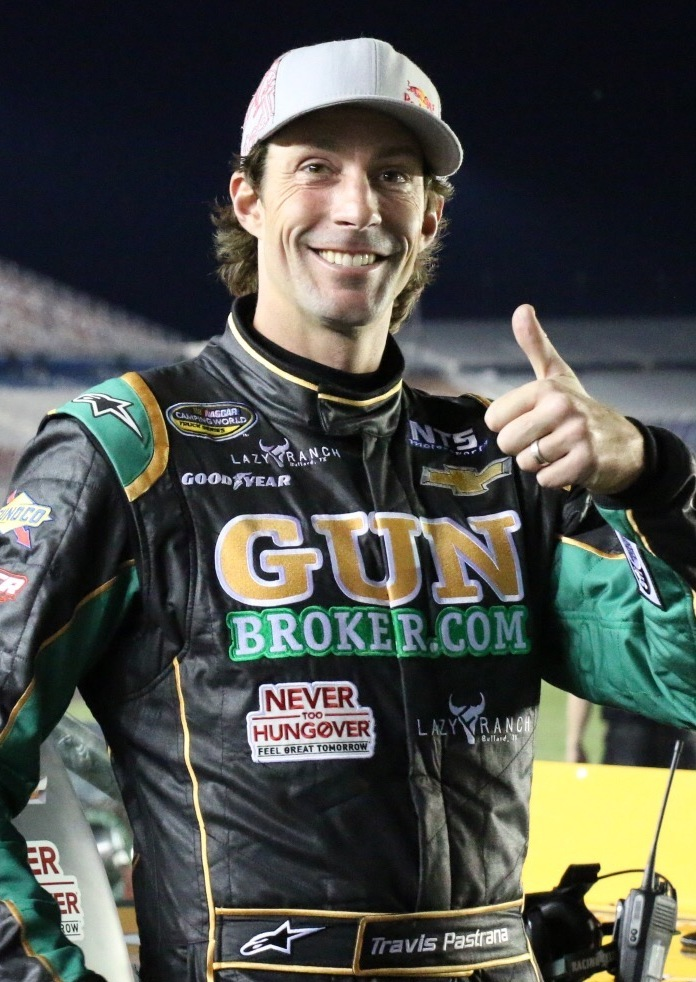
Pastrana nel 2015.

Pastrana appare in molti DVD del supercross e del freestyle e ha pubblicato 6 video personali, diretti da Gregg Godfrey: "Travis and the Nitro Circus", "Lock'n Load", "ThrillBillies" e "ThrillBillies - Doublewide".